# Costelytra piceobrunneum
Costelytra piceobrunneum är en skalbaggsart som beskrevs av Given 1952. Costelytra piceobrunneum ingår i släktet Costelytra och familjen Melolonthidae. Inga underarter finns listade i Catalogue of Life.